# Стариков, Юрий Владимирович
Ю́рий Влади́мирович Ста́риков (род. 25 октября 1957, Киров, СССР) — советский футболист, выступавший на позиции защитника и полузащитника. Сыграл 8 матчей в Высшей лиге СССР.

## Биография
Воспитанник футбольной секции «Трудовые резервы» (Киров), первый тренер — Борис Николаевич Улитин. В 1975 году выступал за юношескую сборную РСФСР.
На взрослом уровне дебютировал в 1975 году в составе ульяновской «Волги» во Второй лиге. С 1976 года играл в составе кировского «Динамо», также во Второй лиге. В 1979—1980 годах выступал в Первой лиге за «Уралмаш». В ходе сезона 1980 года вернулся в Киров и в 1981 году стал вместе с командой победителем зонального турнира Второй лиги, следующие два сезона играл в Первой лиге.
В концовке сезона 1983 года перешёл в московское «Динамо» и сыграл один матч за дубль. В основе бело-голубых дебютировал уже в новом сезоне — 21 февраля 1984 года в матче Кубка СССР против кишинёвского «Нистру». В Высшей лиге первый матч сыграл 10 марта 1984 года против бакинского «Нефтчи». Всего в составе «Динамо» сыграл 8 матчей в чемпионате и три — в Кубке и уже в мае 1984 года ушел из команды. Стал обладателем Кубка СССР 1984 года, но в финальном матче не играл.
После ухода из московского «Динамо» в течение четырёх сезонов выступал за запорожский «Металлург», а в конце карьеры полсезона провёл в запорожском «Торпедо». Завершил спортивную карьеру в возрасте 31 год.
Всего на уровне команд мастеров сыграл более 430 матчей, в том числе 237 — в составе кировского «Динамо».

## Достижения
- Обладатель Кубка СССР: 1984
- Победитель 2-й зоны Второй лиги: 1981